# Эль-Садар
«Эль-Садар» (исп. El Sadar), в прошлом с 2005 по 2011 — «Ре́йно-де-Нава́рра» (исп. Estadio Reyno de Navarra) — многофункциональный стадион в Памплоне, столице Наварры, Испания. В основном используется для проведения футбольных матчей. Современное название дано по близлежащей реке Садар. Является домашним стадионом для футбольного клуба «Осасуна».

## История
Стадион вместимостью 19 800 мест был открыт в 1967 году. В прошлом количество мест достигало 30 000, но в этом случае большинству зрителей приходилось стоять.
В 1989 году была достроена верхняя трибуна.
В 1998 году на его территории открыт официальный магазин клуба, 29 мая 1999 года в задней части стадиона разместились офисные службы, до сих пор находившиеся на памплонской площади Кастильо. В январе того же года в северном углу арены появилось видеотабло, а 13 ноября открылись новая общественная резиденция и зал заседаний.
В сезоне 1999/00 с внешней стороны стадиона стали функционировать два ресторана, пресс-центр изменил своё месторасположение.
В сезоне 2002/03 были оборудованы новые кабины для комментаторов (и прессы). Теперь они расположились в самой верхней зоне стадиона, в то время как прежняя пресс-зона стала VIP-ложей. Также был организован телескопический туннель гардеробов, внешняя сторона брезента была украшена образами «осасунистас».
Позднее был расширен офисный цех постройкой трёх дополнительных офисов и новым залом встреч. 14 мая 2003 года открыто помещение фан-клуба Federación de Peñas Osasunistas.
Летом того же года была осуществлена перестройка ограды вокруг поля. Она была уменьшена в размерах и перенесена в сторону поля, тем самым улучшив его обзор. Старые скамейки запасных были заменены новыми — из метакрилата. В фасадной части открыта новая резиденция Fundación Osasuna.
С момента своего открытия и до конца 2005 года стадион носил имя «Эль-Садар» (в честь речки Садар, пересекающей наваррскую столицу). В 2006 году стадиону дали новое имя, после того как «Осасуна» и правительство Наварры подписали соответствующее соглашение о покровительстве, по которому команда получала 1,5 миллиона евро в течение трёх лет. Название «Рейно-де-Наварра» было призвано способствовать развитию туризма в регионе. Смена названия была отмечена 29 декабря 2005 года проведением футбольного матча между сборными Наварры и Китая. В 2011/2012 году стадиону было возвращено первоначальное название.
В декабре 2006 года руководство клуба подало в муниципалитет Памплоны амбициозный проект по реконструкции спортивной арены. Он заключается в сносе четырёх углов стадиона, строительстве новых трибун на их месте, замене старой крыши и полной реформе фасада, внешнего и внутреннего вида.
После реконструкции, начиная с сезона 2020—2021 года, стадион сможет вместить 23 576 зрителей.